# Uzła
Uzła (biał. Узла; ros. Узла) – wieś na Białorusi, w obwodzie mińskim, w rejonie miadzielskim, w sielsowiecie Swatki.

## Historia
W czasach zaborów folwark i dobra w granicach Imperium Rosyjskiego.
W dwudziestoleciu międzywojennym osada, osada wojskowa, folwark i leśniczówka Uzła Wielka leżały w Polsce, w województwie wileńskim, w powiecie duniłowickim (od 1926 postawskim), w gminie Miadzioł.
Według Powszechnego Spisu Ludności z 1921 roku zamieszkiwało:
- osadę – 177 osób, 50 było wyznania rzymskokatolickiego, 117 prawosławnego a 10 mojżeszowego. Jednocześnie 31 mieszkańców zadeklarowało polską przynależność narodową, 143 białoruską a 3 żydowską. Były tu 24 budynki mieszkalne[3]. W 1931 osadę i osadę wojskową w 40 domach zamieszkiwało 211 osób[4].
- folwark – 3 osoby, wszystkie były wyznania mojżeszowego i zadeklarowały białoruska przynależność narodową. Był tu 1 budynek mieszkalny[3]. W 1931 w 5 domach zamieszkiwało 21 osób[4].
- leśniczówkę – spis z 1921 nie podał danych[3]. W 1931 w 1 domu zamieszkiwało 5 osób[4].

Wierni należeli do parafii rzymskokatolickiej w m. Miadzioł i miejscowej prawosławnej. Miejscowość podlegała pod Sąd Grodzki w Miadziole i Okręgowy w Wilnie; właściwy urząd pocztowy mieścił się w Miadziole.
W 1938 roku miejscowości należały do gromady Uzła gminy Miadzioł.
Po agresji ZSRR na Polskę w 1939 roku wieś znalazła się w granicach BSRR. W latach 1941–1944 była pod okupacją niemiecką. Następnie leżała w BSRR. Od 1991 roku w Republice Białorusi.